# Zbogum na dvaesettiot vek!
Zbogum na dvaesettiot vek! (macedònic: Збогум на дваесеттиот век!) és una pel·lícula de Macedònia del Nord del 1998 dirigida per Darko Mitrevski i Aleksandar Popovski.

## Argument
La pel·lícula consta de tres històries d'extrema violència i desesperació emocional. La primera té lloc l'any 2019, on el món s'ha convertit en un entorn de ruïnes i restes apocalíptics. Un home anomenat Kuzman és condemnat a mort per una tribu nòmada, però els seus intents de disparar mortalment al condemnat són un fracàs. Destinat a viure per sempre, Kuzman vaga pels erms fins que es troba amb una figura enigmàtica que li ofereix informació sobre com pot escapar de la vida eterna.
La segona història és un segment de tres minuts que té lloc l'any 1900. Presentat com un registre de la primera cerimònia de casament captada en una pel·lícula, l'escena es transforma en violència quan es descobreix que els nuvis són en realitat germà i germana.
La tercera història té lloc la nit de Cap d'Any de 1999. Un home vestit de Pare Noel torna al seu edifici d'apartaments, on hi ha una vetlla en sessió. El dol solemne degenera en violència mentre els sons de la interpretació de la versió punk de Sid Vicious de "My Way" inunden els actes.

## Repartiment
- Nikola Ristanovski
- Lazar Ristovski
- Vlado Jovanovski

## Estrena als Estats Units
Comercialitzada internacionalment com Goodbye, 20th Century!, va ser la presentació de Macedònia als Premis Oscar de 1998 com a millor pel·lícula de parla no anglesa, però no va estar entre les cinc finalistes per aconseguir la nominació a l'Oscar.
La pel·lícula es va estrenar als Estats Units el 1999 al Cinequest Film Festival a San Jose (Califòrnia). El mateix any, es va presentar a la primera B-Movie Film Festival a Syracuse (Nova York), on va guanyar premis a la millor edició i millor escenografia.
Goodbye, 20th Century! va tenir una breu estrena en cinemes el 1999, on va rebre crítiques diverses. Dennis Harvey, escrivint per a Variety, va afirmar que "el ritme de la pel·lícula és desigual, el to i la intenció sovint no són clars, però visualment elegant, Goodbye, 20th Century! és memorable per pura idiosincràsia." Robert Firsching, revisant la pel·lícula per a Amazing World of Cult Movies, va elogiar la pel·lícula com "un udol impressionista de ràbia i desesperació d'un país que ha viscut a la vora de la guerra durant anys, un malson sense principi ni final. Un té la sensació que ha tornat una mica bojos tots els interessats, i aquí és on Goodbye 20th Century! té el màxim èxit: sense mostrar ni una sola visió de la lluita real dels Balcans, retrata l'horror i la bogeria del conflicte d'una manera que una mera pel·lícula de guerra seria difícil d'aconseguir".
Tanmateix, Maryann Johanson, escrivint per a The Flick Filosopher, va dir que la pel·lícula "sembla com si fos feta per un parell de nois precoços de 13 anys obsessionats amb l'incest i les bales i la sang esquitxada. Això és estrictament per a aquells que els agrada la seva ciència-ficció amb molt d'estil però molt poca substància." I James Berardinelli, escrivint per Reel Views, es va queixar que "a Popovski i Mitrevski sembla que els agrada fer la seva pel·lícula el més extraordinària possible i, tot i que el resultat els pot donar satisfacció, és probable que tinguin l'efecte contrari en aquells que es troben en un teatre veient el producte final."
Goodbye 20th Century! es va publicar als EUA en vídeo VHS. Al febrer de 2023, Vinegar Syndrome va llançar una edició blu-ray.